# 宇治原史規
宇治原 史規（うじはら ふみのり、1976年〈昭和51年〉4月20日 - ）は、日本のお笑いタレント。お笑いコンビ・ロザンのツッコミ担当。相方は菅広文。大阪府四條畷市出身。吉本興業所属。

## 来歴
大阪府四條畷市で生まれる。父親は松下電工（現パナソニック電工）に勤務。姉がいる。父の転勤で、4歳の時に広島県広島市に転居。
広島市立早稲田小学校、広島市立牛田中学校を経て、中学3年生（14歳）の時に大阪に戻る。枚方市内の公立中学校から大阪教育大学附属高等学校天王寺校舎を経て、京都大学法学部に入学し、9年かけて卒業。
高校在学中は学年で1、2位を争う成績で、受験生時代には京大模試で全国第2位になったこともある。通っていた代々木ゼミナールから授業・模試を全て無料で受けられるゴールドカードを交付されていた。高校でのちの相方の菅広文と出会う。
1995年、京都大学法学部に現役合格で入学。センター試験では分からない問題が出て失神するというアクシデントに見舞われたものの、719点（宇治原が受験した当時は、5教科6科目制で800点満点）をマークした。作家の万城目学は同学部の同級生に当たり、万城目は宇治原のことを一方的に知っていた。その後、留年・休学を経て9年かけて2004年3月に卒業した。
1996年8月にロザンを結成し、1998年にデビュー。
高学歴芸人としてクイズ番組に出演する機会が多い。2002年春の特番『ブレインサバイバーII』（TBS系列）で優勝し、2005年12月8日放送の『クイズ!日本語王』（TBS系列）でも湯浅卓と共に優勝している。『平成教育予備校』（フジテレビ系列）では4回連続成績1位、2006年夏の『平成教育委員会』では、初出場で成績1位になった。クイズ番組では過去に一度ボケた回答をしたが、本当に間違えたと思った観客が騒然となった。それ以来、クイズ番組ではボケられないのが辛いと語る。
2013年に関西テレビの開局55周年を記念した特別企画「宇治原オンアイス」として荒川静香、髙橋大輔などの一流選手の指導を受けてフィギュアスケートに77日間の猛特訓に取り組む。同年11月16日に生放送された『ごきげんライフスタイル よ〜いドン!』（関西テレビ）で特訓の成果を披露した。
2013年に一般人女性と結婚し、2018年に第一子誕生。

## 人物
父親の仕事の都合で幼少期の11年を広島県で過ごしたことがある影響から、広島東洋カープのファンである。父は阪神ファンであったが、周りがカープファンばかりであったことから自然とカープファンになった。「自身のアイデンティティーは大阪と広島のハーフハーフと思うけど、広島には平和都市とカープというアイコンがあり、広島で育ったことには誇りがある」と話している。
趣味はスポーツ観戦と読書。サッカーが特に好きであり、バスケットボールも得意としている。Mr.Childrenのファンである。好きな食べ物はカキフライ。好きな女性のタイプはクール・ビューティーで几帳面な人。猫にアレルギー反応が出る。高学歴な反面、絵を描くのが苦手なようである。
MENSAの入会テストで、知能指数（IQ）158以上（標準偏差24のキャッテル式による数値）で合格し、日本支部メンバーとなる。
ひょっこりはんとははとこ同士であるが（互いの母親がいとこ同士）、子供のころには面識が無く、実際に対面したのは吉本に入ってからであった。

## 出演
※ コンビの出演歴についてはロザンを参照
現在の出演番組
- 『クイズプレゼンバラエティー Qさま!!』（テレビ朝日系列）
- 『今夜はナゾトレ』（フジテレビ系）

不定期
- 『おしゃべり異種格闘技 論破王』（関西テレビ系列）

過去の出演番組
- 『熱血!平成教育学院』（フジテレビ系列） - 隔週レギュラー
- 『ウチくる!?』（フジテレビ系列 - 2010年12月12日放送分のゲスト。相方の菅も出演）
- 『クイズ!ヘキサゴンII』（フジテレビ系列） - 不定期出演｡相方の菅も宇治原ほどではないが、出演していた。
- 『情報満載ライブショー モーニングバード!』（テレビ朝日系列 - 水曜レギュラー-2011年4月6日-2015年3月25日）
- 『究極の○×クイズSHOW!!超問!真実か?ウソか?』（日本テレビ） - 不定期

その他出演番組
- 『第30回全国高等学校クイズ選手権』（2010年9月3日放送、日本テレビ系列） - 茂木健一郎と菊川怜と共にメインパーソナリティーを務める。
- 『超タイムショック』（テレビ朝日系列）

※ 2008年6月24日の第2回、2010年9月24日の第9回 - 2011年4月14日の第11回の優勝者、2012年12月26日のトーナメントSP2の優勝者
通算5回優勝していて、3連覇も成し遂げている
- 『THEクイズ神』（TBS系列 - 2012年6月29日放送）
- 『パネルクイズ アタック25』（ABC系列、2017年10月8日放送） - 一般枠として予選から出場を果たす[19]。
- 『ザ･タイムショック』（テレビ朝日系列）

※ 2018年4月5日の第3回の優勝者
- 『パネルクイズ アタック25 Next』（BS10、2025年1月12日放送） - BS10開局記念特集「アタック25の日」第2部で放送の「クイズ芸能人大会」に『Qさま』代表として三浦奈保子とペアで出場。